# De Zalm (Gouda)
De Zalm is de naam van een voormalig  hotel aan de Markt in de Nederlandse stad Gouda.
Al voor de Waag van Gouda in 1668 werd gebouwd bevond zich ernaast een herberg. In 1551 werd deze herberg de Oude Salm of de Vergulde Salm genoemd. Toen er sprake was van de bouw van de Waag vreesde de toenmalige herbergier Anthony Witbols, dat zijn zaak in het gedrang zou komen als het nieuwe gebouw zijn etablissement te veel zou overschaduwen. Hij besloot een nieuwe herberg te bouwen. Het stadsbestuur stond dit toe, maar wel onder zeer strikte voorschriften. Zo moest de door hem te bouwen herberg zes voet lager zijn dan de Waag. De herbergier heeft deze eis voor het nageslacht in 1670 vastgelegd in een gevelsteen met de tekst: 'Niet te hooch niet te laech van passe' (zie:afbeelding). Het pand heeft vanaf die tijd steeds een horecafunctie gehouden.
De herberg zou de oudste herberg van Noord- en Zuid-Holland zijn. De Zalm was in de 19e eeuw ook pleisterplaats voor de postritten tussen Amsterdam en Antwerpen. Daartoe werd achter het hotel een paardenstal gebouwd, die in de 20e eeuw werd verbouwd tot restaurant.
In historisch opzicht is deze plaats interessant omdat de plaatselijke Ortskommandant op 5 mei 1945, daartoe ontboden door de districtscommandant van de Binnenlandse Strijdkrachten, in de Zalm de macht over de stad overdroeg. De bevrijding van Gouda was daarmee een feit.
De Zalm werd op 28 maart 1966 als rijksmonument ingeschreven in het monumentenregister.
Anno 2025 is het pand in gebruik als restaurant en evenementen locatie.

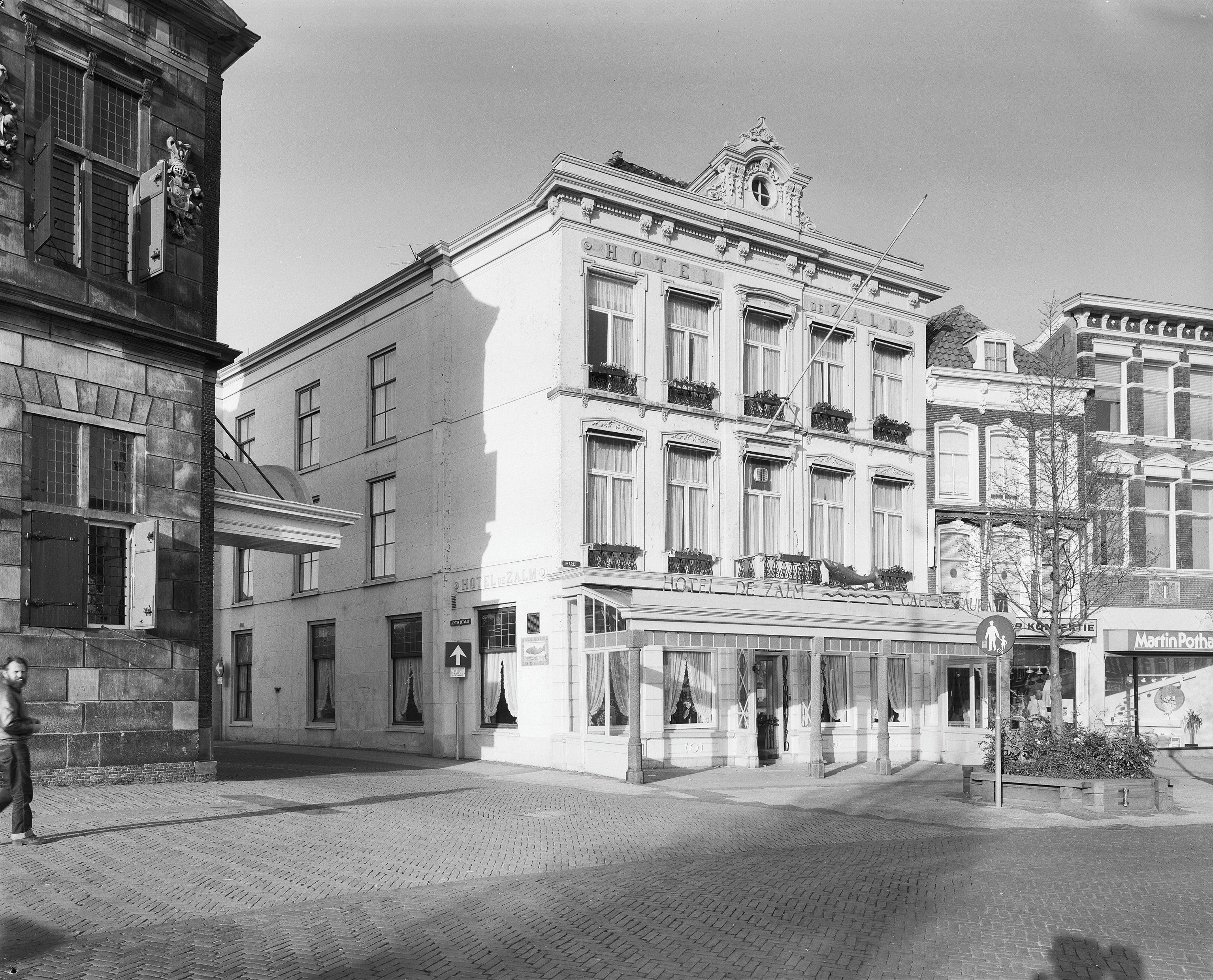
Voor- en zijgevel gezien vanaf de Markt (1985)
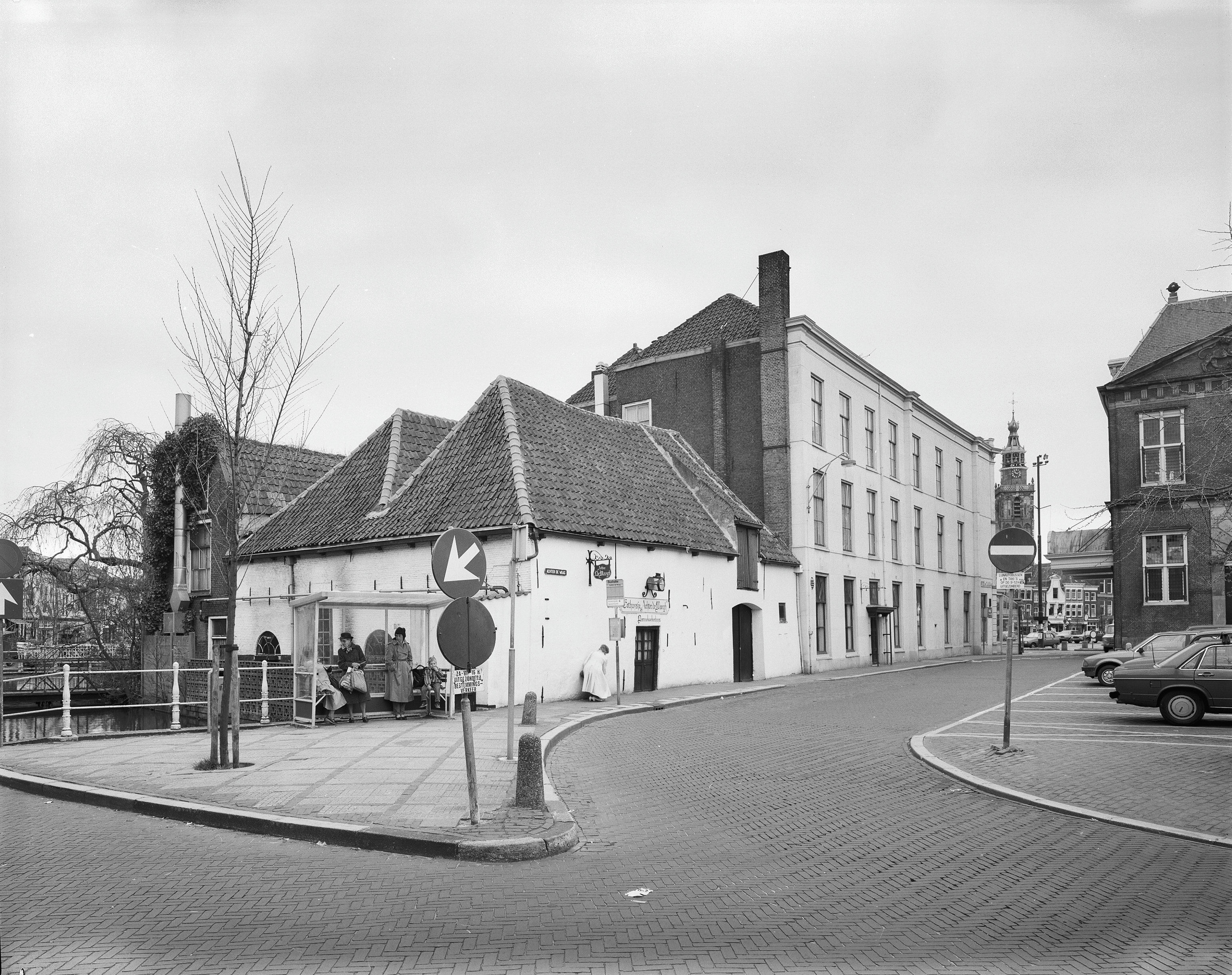
Zijgevel gezien vanaf de hoek Zeugstraat/Nieuwe Markt (1985)
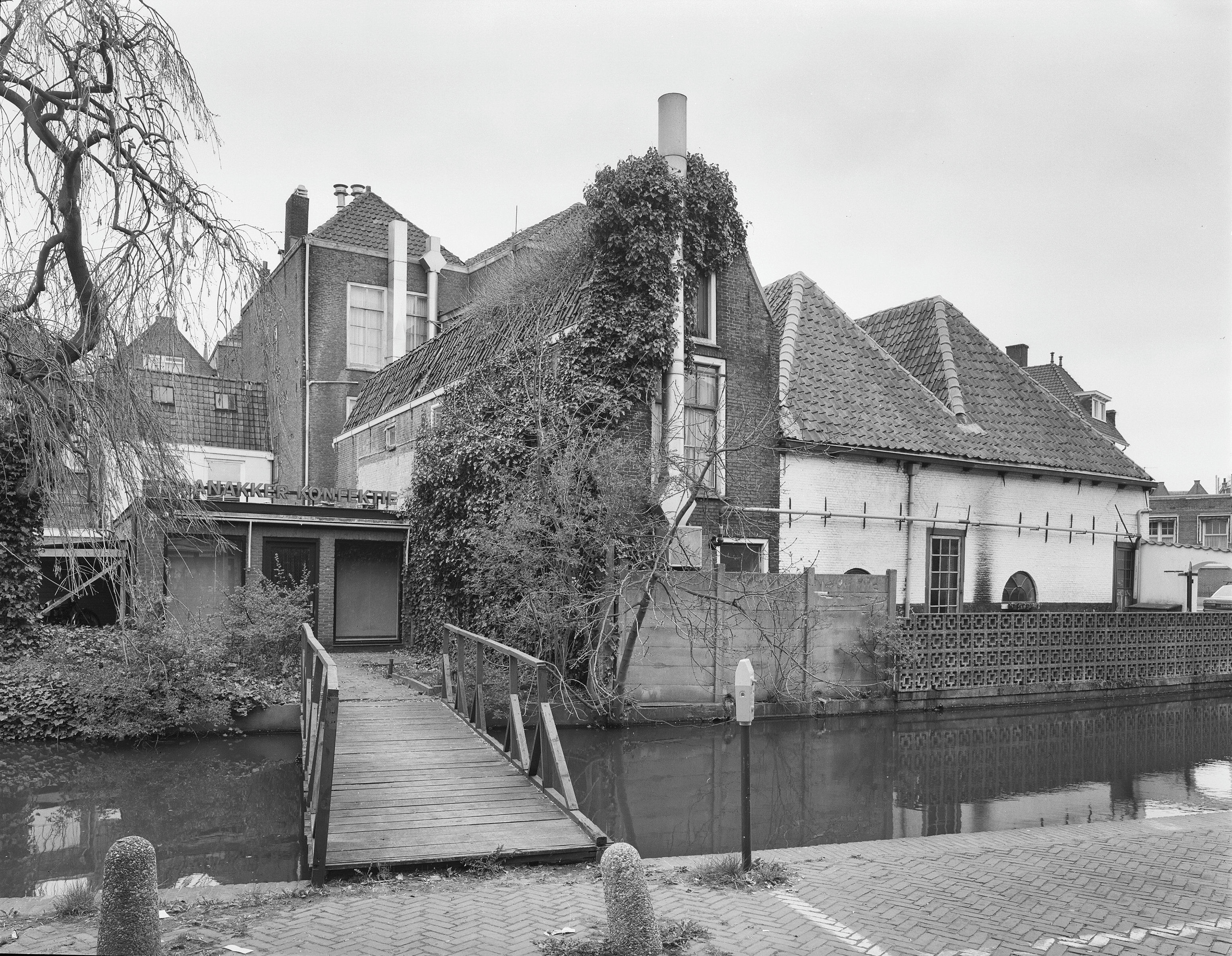
Achtergevel gezien vanaf de Zeugstraat (1985)